# Schlacht am Süntel
Die Schlacht am Süntel im Jahre 782 war ein militärischer Höhepunkt der Sachsenkriege Karls des Großen, bei der die Sachsen einen Sieg über die ansonsten militärisch überlegenen Heere der Franken errangen.

## Vorgeschichte
Karl der Große konnte durch den überraschend frühen Tod seines damals nur 20-jährigen jüngeren Bruders Karlmann I. am 4. Dezember 771 und die sofortige Huldigung der Großen dessen Reiches in der Königspfalz Cobanacum palatium (heute Corbeny) die Alleinherrschaft im Frankenreich übernehmen. Zum nächstmöglichen Zeitpunkt im Sommer 772 begann er mit einem großangelegten Eroberungskrieg auch noch der sächsischen Stammesterritorien. 
Schon 777 konnte Karl in der kurz zuvor gegründeten Königspfalz Paderborn eine fränkische Reichsversammlung abhalten, welcher der sächsische Edeling Widukind fernblieb; stattdessen flüchtete er zum Dänenkönig. Auf dieser Versammlung wurden kirchliche Missionsgebiete in Sachsen festgelegt; auf dem Reichstag von Lippspringe im Jahre 782 sogar eine fränkische Grafschaftverfassung. Dies reizte die Sachsen zum Widerstand, die sich unter dem aus Dänemark zurückgekehrten Widukind sammelten.

## Ausgangsstellung
Die Sachsen bezogen am Süntel Stellung. Hier lag nicht nur eine alte heidnische Kultstätte auf dem Hohenstein, sondern auch noch die Höhenburg Amelungsburg. Mehrere fränkische Heere befanden sich gerade auf einem Feldzug gegen die Sorben, als sie die Kunde vom sächsischen Aufstand erreichte. Sie gaben sofort ihr ursprüngliches Ziel auf und wandten sich in Richtung des sächsischen Volksheeres. Auch der fränkische Graf Theoderich (Theodericus comes; 782–93) setzte in aller Eile Truppen aus Ripuarien gegen die Sachsen in Bewegung und vereinigte sich mit den anderen fränkischen Heeren.

## Verlauf
Das reguläre Heer unter Geilo setzte über die Weser und lagerte am Ufer eines Flusses. Wahrscheinlich um die Ehre des fest eingeplanten Sieges allein zu gewinnen, begann es mit einem übereilten Angriff auf das Lager der Sachsen, welche die Franken „in guter Ordnung“ erwarteten. Ein Teil der sächsischen Krieger umgingen sogar den Angriff. So wurden die Franken „in die Zange“ genommen und dadurch beinahe gänzlich vernichtet. Zwei der ranghöchsten fränkischen Beamten fanden dabei den Tod. Das Schlachtfeld bekam danach den Namen Dachtelfeld (von tachteln = schlagen), der abführende Bach hätte sich vom Blut der Erschlagenen rot gefärbt und wird bis heute Blutbach genannt. In der Nähe des Hohensteins erinnert auch noch der Name des Totentals an die damaligen Ereignisse.
Der Archäologe Erhard Cosack vermutet den Ort der Schlacht bei Hachmühlen an der Deisterpforte.

## Auswirkungen
Noch 782 ließ Karl der Große als Folge dieser für ihn verlustreichen Schlacht im Blutgericht von Verden zahlreiche Sachsen hinrichten, die ihm nach den Reichsannalen von den Sachsen als Aufständische ausgeliefert worden waren. Nach einer anderen Version waren es Geiseln, welche Karl in römischer Manier als Unterpfand gegenüber den Sachsen bereits zuvor eingefordert hatte. Auch die Zahl der Opfer ist strittig – die ältesten Quellen sprechen von 4500 – einer Zahl, welche in der Geschichte der Geschichtswissenschaft immer wieder zum Teil erheblich nach unten korrigiert wurde.

## Archäologie
Spuren der Schlacht sind bisher archäologisch nicht nachgewiesen worden. Allerdings gibt es im zeitlichen Kontext archäologische Funde und Befunde auf der Barenburg sowie der Amelungsburg, die im Zusammenhang mit der Schlacht am Süntel stehen können. Dazu zählen Fundstücke, wie Messer, Pfeile, Lanzenspitzen und Reitersporen. Archäologen deuten dies als Hinweise auf den Aufenthalt von sächsischen Truppen, die sich in beiden Fliehburgen gesammelt haben. Als weiteren Hinweis auf die Schlacht sehen Archäologen die Begräbnisse von zwei Reiterkriegern, die im Jahr 2001 in Sarstedt entdeckt wurden. Sie waren mit ihrer Ausrüstung in Form von Stoßlanze, Sax und Schild sowie Pferd in Kammergräbern bestattet. Bei einer Bestattung fand sich eine weibliche Person, in der eine Kochmamsell als Menschenopfer gesehen wird. Beide Krieger weisen Spuren von tödlichen Verletzungen durch ein Loch im Schädel und das Fehlen eines Unterschenkels auf.